# Brennan Heart
Brennan Heart, artistnamn för Fabian Bohn, född 2 mars 1982, är en nederländsk DJ och musikproducent inom elektronisk dansmusik, bland annat hardtrance, techno och hardstyle.
Bohn fick som 18-åring skivkontrakt med EMI. I maj 2006 startade han tillsammans med Dov Elkabas sitt eget skivmärke M!D!FY (utläst Midify) under skivbolaget Scantraxx. Han gjorde 2007 års hymn till Defqon.1 och spelade som ett av huvudnumren på Qlimax samma år. 2009 gav han ut sitt första fullängdsalbum, Musical Impressions.
Bohn har remixat många kända musiker, bland andra Headhunterz, Technoboy och The Prophet. Han ger också ut musik i sidoprojekt under andra namn än Brennan Heart.